# Susana Villalba
Susana Ada Villalba (Buenos Aires, Argentina, 12 de abril de 1956) es una poeta, dramaturga y periodista argentina. 

## Trayectoria
En 1999 creó la Casa de la Poesía, espacio porteño y luego nacional con la finalidad de promover este género literario. Desde ahí se realizó por primera vez, el Festival Internacional de Poesía.
Ha publicado seis libros de poesía y participó de numerosas antologías. En el 2011 se hizo acreedora de la Beca Guggenheim para la Creación con el proyecto de escribir el libro de poesía El animal humano, en el cual "hablarían las cosas que no suelen ser escuchadas". Como dramaturga escribió y dirigió numerosas obras de teatro. Entre ellas La voz de la luz obtuvo la Mención de Honor del Fondo Nacional de las Artes.
Se desempeña como Asesora Artística de la Casa de la Lectura y es docente de la Universidad Nacional de las Artes. También colabora como periodista y crítica teatral en la Revista Ñ de Clarín.

## Obras

### Poesía
- Oficiante de sombras (1982)
- Clínica de muñecas (1986)
- Susy, secretos del corazón (1986)
- Matar a un animal (1995)
- Caminatas (1999)
- Plegarias (2002)[2]
- La bestia ser (2018)

### Teatro
- Corazón de cabeza (2004)
- Feria Americana (2004)
- La voz de la luz (2005)[3]
- Obsidiana (2006)
- La muerte de la primogénita (2010)[4]
- Mi noche ideal (2010)[5]